# Szántó Tibor (labdarúgó)
Szántó Tibor (Budapest, 1944. október 4. –) labdarúgó, hátvéd.

## Pályafutása
A Ferencváros nevelése. 1963-ban mutatkozott be a Budafok első csapatában. A katona ideje alatt, 1966 márciusától a Kaposvári Honvéd (Táncsics) játékosa volt. 1968 és 1969 között az MTK labdarúgója volt. Az élvonalban 1968. április 3-án mutatkozott be Dunaújváros ellen, ahol 0–0-s döntetlen született. Tagja volt az 1968-as magyar kupa-győztes csapatnak. 1970-től 1973-ig a Szekszárdi Dózsában szerepelt. Ezután a Vasas Izzóhoz igazolt. Itt az 1978–79-es idényben az első osztályban szerepelt. Az élvonalban összesen 47 mérkőzésen szerepelt.

## Sikerei, díjai
- Magyar kupa (MNK)
  - győztes: 1968